# Lymantria roseicoxa
Lymantria roseicoxa är en fjärilsart som beskrevs av Sir George Hamilton Kenrick 1914. Lymantria roseicoxa ingår i släktet Lymantria och familjen tofsspinnare. Inga underarter finns listade i Catalogue of Life.